# Ривкин, Герц Лейзерович
Герцл Ри́вкин (настоящее имя Герц Лейзерович Гайсинер; идиш הערצל ריװקין-הײַסינער‎; Капрешты, Сорокский уезд, Бессарабская губерния, 1908/1909 — Песчанлаг, Экибастуз, Казахская ССР, 14 сентября 1951) — еврейский советский прозаик и поэт. Писал на идише.

## Биография
Герцл Ривкин родился в бессарабском еврейском местечке Капрешты на реке Реут (теперь Флорештский район Молдовы), младший ребёнок в семье Лейзера Гайсинера и Ривке Клейман. Родители назвали ребёнка в честь Теодора Герцля. В 1928—1931 годах учился в кишинёвской строительной технической школе (техник-строитель), в 1931—1932 годах — служба в румынской армии. В 1935—1940 годах учился в Бухаресте (инженер-дорожник).
Дебютировал как поэт в июльском номере кишинёвской газеты «Дос Кооперативэ Ворт» (Кооперативное слово) за 1931 год и в совместном с Герш-Лейбом Кажбером и Янклом Якиром сборнике «Онзог» (Анонс), выпущенном в Кишинёве в том же 1931 году и замышлявшемся как периодическое литературное издание молодых бессарабских литераторов Румынии. Живя в Кишинёве, печатался в местной ежедневной газете «Ундзер Цайт» (Наше время, редактор Золмэн Розенталь) и журнале «Черновицер Блэтэр» (Черновицкие листки), поначалу под своей настоящей фамилией Гайсинер. В середине 1930-х годов — участник литературной группы бессарабских писателей в Бухаресте «Юнг-Румэнье» (Румыния младая). Придерживался прокоммунистических взглядов.
В Бухаресте публиковался в еженедельнике «Ди вох» (Неделя, под редакцией Мойше Альтмана) и в журнале «Шойбм» (Окна), который издавали Янкев Штернберг и Шлоймэ Бикл. В издательстве журнала «Шойбм» вышла в свет первая книга Ривкина, сборник стихотворений «Фун Шхейнишн Дорф» (Из соседнего села), сразу принесший ему известность. Эпонимическое стихотворение «Фун Шхейнишн Дорф» было положено на музыку бессарабским поэтом-песенником Зейликом Бардичевером и быстро распространилось как народная песня. В самом деле, недавние записи этой песни указывают композитора неизвестным или музыку народной. В «Ди Вох» была опубликована другая популярная поэма Ривкина «Хаим-Бурэх от-o-фур эх» (Хаим-Борэх-вот-вот-еду).
После присоединения Бессарабии к СССР, вернулся в Кишинёв, публиковался в киевском журнале «Советише Литератур». В 1941—1945 годах в эвакуации в Узбекистане, сотрудничает с органом Еврейского Антифашистского Комитета (ЕАК) «Эйникайт» (Единство). Оставшиеся в Капрештах родители были убиты. После войны, возвращается в Кишинёв; в московском альманахе «Эймланд» (Родина) публикуется его повесть «Арум Кесл-Цех» (Вокруг котельной), знаменующая переход к социалистическому реализму. В 1948 году в московском издательстве «Дэр Эмэс» (Правда) при поддержке видного критика И. Добрушина выходит книга «Дерцейлунген» (Рассказы).
Ривкин был арестован вместе со всеми еврейскими литераторами Кишинёва 9 марта 1949 года по обвинению в сотрудничестве с ЕАК и троцкизме (т. н. дело № 5390). После восьми месяцев заключения в Кишинёве, в конце сентября того же года он был приговорён к десяти годам исправительно-трудовых лагерей. На пересылке в Куйбышеве, Ривкина отделили от группы еврейских литераторов-арестантов (Янкл Якир, Мойше Альтман, Мотл Сакциер) и этапировали в Экибастуз (Песчанлаг). Там Ривкин заболел и вскоре умер сорока двух лет во время экстренного хирургического вмешательства. Единственный из группы проходивших по делу № 5390 бессарабских писателей, кто не дожил до освобождения. В 2000 году его стихотворения в переводе на русский язык Рудольфа Ольшевского вышли в Кишинёве (сборник «Летящие тени»).

## Книги
- אָנזאָג: צײַטשריפֿט פֿאַר ליטעראַטור, קונסט און צײַטפֿראַגן (онзог: цайтшрифт фар литэратур, кунст ун цайтфрагн — анонс: периодическое издание по литературе, искусству и насущным проблемам), под редакцией Г. Гайсинера, Г. Вайнштейна и Я. Якира, издательство «Техник» — М. Дектор: Кишинёв, 1931.
- פֿון שכנישן דאָרף (Фун шхейнишн дорф: лид ун элегие — Из соседнего села: стихотворения и элегия), Шойбм: Бухарест, 1938.
- דערצײלונגען (Дэрцейлунген — рассказы), Дэр Эмэс: Москва, 1948.
- Летящие тени, Стихи еврейских поэтов Бессарабии в переводе с идиша Рудольфа Ольшевского, Кишинёв, 2000.

## Дополнительные материалы
- Аркадий Гендлер «Нахтике Лидэр» (Ночные песни: Трек 4), CD «Майн Штэтэлэ Сороке» (Моё местечко Сороки) — Еврейские песни из Украины. Berkely Richmond, California, 2000.
- Brave New World LBC Today «Night Songs From a Neighboring Village» (Ночные песни из соседней деревни, клезмер-шоу), 2003.
- באָריס סאַנדלער דער ענין נומער 5390 — פֿון די קגב אַרכיװן (Борис Сандлер «Дело № 5390: из архивов КГБ», на идише), Иерушолаимер Алманах: Иерусалим, 1992.